# Kongresni turizam
Kongresni turizam je specifični oblik turizma u kojem glavni motiv putovanja nije odmor, već sudjelovanje pojedinaca na skupovima koji mogu imati različiti karakter. Posjetitelji u okviru kongresnog turizma nisu dokoličari, jer putuju zbog specifične potrebe koja je najčešće vezana za njihovo radno mjesto. Premda putovanja u okviru kongresnog turizma spadaju u domenu poslovnih putovanja koja su često obavezna i uvjetovana radnim mjestom, zadatkom ili projektom, sve turistički receptivne zemlje vrlo rado i ove putnike svrstavaju u skupinu turista, pribrajajući prihode od kongresnog turizma ukupnim prihodima od turizma. Sukladno obilježjima sudionika koji posjećuju razne skupove, kongresni turizam se smatra jednim od unosnijih oblika turističkih kretanja. Skupovi mogu imati znanstveni, stručni, gospodarski i drugi sadržaj.